# Islas Ildefonso
Las islas Ildefonso son un grupo de pequeñas islas de Chile que pertenecientes al archipiélago de Tierra del Fuego. Las islas pertenecen a la comuna de Cabo de Hornos en la provincia Antártica Chilena, Región de Magallanes y de la Antártica Chilena. Se localizan en las coordenadas 55°44′S 69°26′O / -55.733, -69.433, 96 km al oeste de la isla Hermite, parte del archipiélago de Tierra del Fuego, y 93 km al noroeste de las islas Diego Ramírez, pero a sólo 27 km al sur de la isla Hoste y a 23 km de algunas islas cercanas a esta última.
Las islas consisten en nueve islas e islotes agrupados en dos grupos. Se extienden una longitud de unos 6 km, en dirección noroeste-sureste.
El área terrestre mide unos 0,2 km². Más del 50 % de la cual comprende la isla mayor del sur, que tiene 970 m de largo y entre 80 y 200 m de ancho.
Las islas son empinadas y rocosas, cubiertas por hierba tussac.
El clima es de tundra isotérmica (frío con temperaturas parejas durante el año) lluvioso/nivoso.
Están habitadas por pingüinos: pingüino de penacho amarillo (Eudyptes chrysocome) y pingüino de Magallanes (Spheniscus magellanicus). Existe una gran colonia de albatros ceja negra (Thalassarche melanophris), con un pequeño número de albatros cabeza gris (Thalassarche chrysostoma). El cormorán imperial (Phalacrocorax atriceps) es también una especie que se reproduce en las islas.